# Tiennick Kérével
Pour les articles homonymes, voir Kérével.
Tiennick Kérével, né en 1956, est un peintre français. Il vit et travaille à Marseille depuis les années 1980 où il enseigne dans son atelier le dessin et la peinture.
Il est nommé Peintre officiel de l'Air et de l'Espace en 2008. Il a reçu plusieurs récompenses dont le prix de l'état-major de l'armée de l'air en 2011.

## Biographie

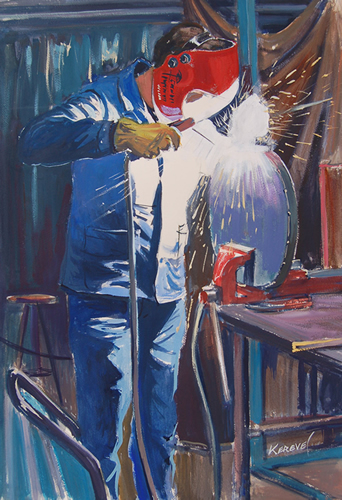
La chaudronnerie à la base de Toulon, 2011.

- 1978 : Diplômé de L’école supérieure des arts décoratifs de l'Académie royale des beaux-arts de Bruxelles. Diplômes d'illustrateur et de graveur
- 1980 : Bourse du gouvernement français pour se perfectionner à l'atelier Lacourière-Frélaut[2] à Paris
- 1983 : Ouverture de l'atelier Kerevel à Marseille
- 1995 : Enseigne le dessin et la peinture depuis cette date
- 2005 : Mise en ligne de son site officiel[3]
- 2008 : Nommé Peintre officiel de l'Air et de l'Espace en janvier 2008 par le ministre de la Défense
- 2010-2011 : Secrétaire adjoint de l'association des Peintres officiels de l'Air et de l'Espace.

## Salons et expositions

### Salons
- 1985
  - Salon d'Automne. Paris - Grand Palais
- 1986
  - Musée de Salon de Provence : Gravures Contemporaines
- 1988
  - Musée d'Art Contemporain de Mont-de-Marsan
- 1989
  - Biennale de gravure de Digne
  - Biennale des graveurs en val d'Oise
- 1992
  - Salon des artistes français - Paris - Grand Palais
  - Fondation Taylor (Exposition de Groupe) - Paris
  - Triennale Mondiale D'Estampes petits format, Chamalières etc.
- 2008
  - Biennale du carnet de voyage à Clermont-Ferrand, les peintres des armées.
- 2011
  - Rencontre du Carnet de voyage, le carnet du sud marocain (novembre 2011).

### Acquisitions d’œuvres
- 1985/2010 : Différentes œuvres acquises dans des collections permanentes
  - Une œuvre acquise dans les collections permanentes du musée de l'air et de l'espace
  - Une œuvre acquise dans les collections permanentes du musée de l'hydraviation de Biscarrosse[4]
  - Par l'état major de l'armée de l'air
  - Par la fondation Latécoère
  - Réalisation d'aquarelles pour RTE, réseau de transport d’électricité
  - Réalisation d'aquarelles pour la société ONET
  - Réalisation d'un vide poche pour la Direction générale de l'Aviation civile
  - Cabinet des estampes - Bibliothèque nationale de France
  - Bibliothèque Royale Albert Ier - Bruxelles
  - Bibliothèque Forney
  - Bibliothèque du musée d'art contemporain de Toulouse
  - Musée de Salon et de la Crau
  - Chambre de commerce et d'industrie de Marseille
  - Musée d'histoire de Marseille
  - Bibliothèque Méjanes - Aix-en-Provence

### Expositions personnelles
- 1985 à 2000 : Expositions en France et à l’étranger
- Paris : participe à l'exposition de « Bonnard à Baselitz. Dix ans d'enrichissements du cabinet des Estampes 1978- 1983 » à la Bibliothèque nationale en 1992), Marseille, Aix-en-Provence, Bruxelles, Portland (États-Unis) , Pékin.

#### Expositions aéronautiques

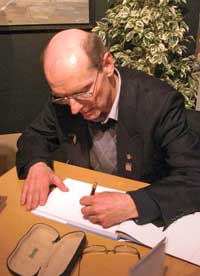
Tiennick Kérével signant des autographes lors de l'exposition « Les ailes du sud » à la Maison de l'artisanat et des métiers d'arts de Marseille.

- 1992 : Histoire de l'aviation Air-France exposée au siège Air-France, Canebière- Marseille
- 2000 : Exposition aéronautique à la Chapelle Saint-Sulpice - Istres
- 2003 : « Les Ailes de Gloire » - Istres
- 2004 : « Les Avions de légende » à la mairie de la ville de Marseille[6]
- 2006-2007 : « L'histoire de l'aviation » à la chambre de commerce et d'industrie de Marseille
- 2010 :
  - « Des machines volantes et des hommes », mairie Bagatelle à Marseille
  - « Les ailes du sud[7] », Maison de l'artisanat et des métiers d'arts de Marseille

## Récompenses et prix
- 1989 :

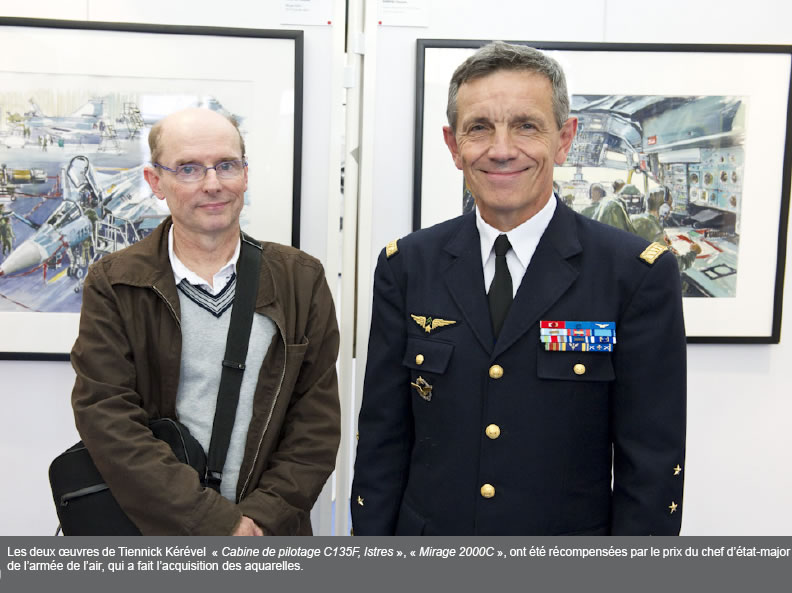
Tiennick Kérével recevant le prix de l'état major de l'armée de l'air.

  - Médaille du Salon des artistes français
- 1995 :
  - Cité dans le dictionnaire des peintres graveurs Bénézit.
- 2009 :
  - Prix du musée de l'air et de l'espace au Bourget
  - Premier prix de dessin du salon des armées aux Invalides
- 2011:
  - Prix de l'état major de l'armée de l'air

## Éditions

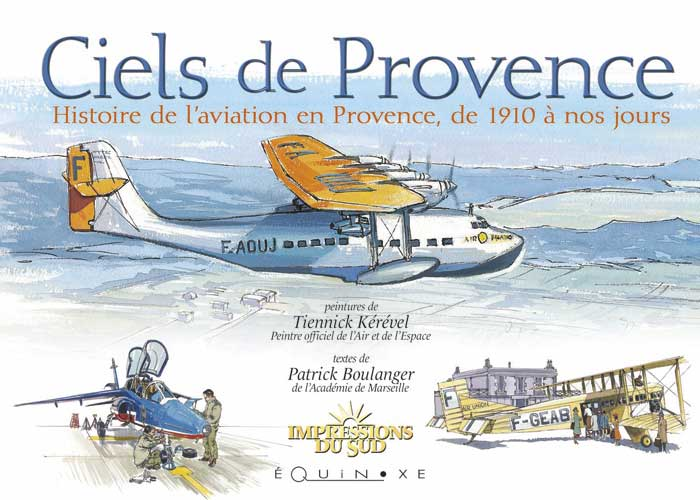
Couverture de Ciels de Provence (2010).

- Les Ailes de gloire, édition d'Along
- Les Cartographies Air-France
- 2009 : Marseille et la côte bleue, parcours d'un aquarelliste, éditions Equinoxe[8]
- 2010 : Ciels de Provence, histoire de l'aviation en Provence de 1910 à nos jours, éditions Equinoxe[9]
- 2012 : Marines de Provence, histoire des bateaux des côtes de Provence des origines à nos jours, éditions Equinoxe[10]